# L'Homme de la toundra
L'Homme de la toundra (凍土の旅人, Tōdo no tabibito) est un manga de type recueil de nouvelles dessinées créé par Jirō Taniguchi.
Initialement paru au Japon le 30 novembre 2004 chez Shōgakukan, paru en France le 24 février 2006 aux éditions Casterman dans la collection Sakka, il regroupe six nouvelles pour un total de 248 pages.
Trois nouvelles se situent dans le Nord canadien. Kaïyosé-Jima, l'île où accostent les coquillages s'inspire des vacances de l’auteur chez ses grands-parents.

## Nouvelles
- L'Homme de la toundra (凍土の旅人, Tōdo no tabibito?) : perdus dans le grand nord, deux hommes ne doivent leur survie qu'à un vieux chasseur, qui leur confie une étrange légende à propos d'un grand élan blanc qui parcourrait les forets. L'un des deux personnages est Jack London.
- Le Grand Ouest blanc (白い荒野?) : deux hommes transportent un cercueil afin de l'enterrer, mais une meute de loups les cerne et se rapproche de plus en plus, les chiens de traîneaux disparaissent peu à peu…
- Nos montagnes (山へ, Yama e?) : un vieux chasseur apprend que l'ours qui a tué son fils des années auparavant est revenu dans la région, il décide de reprendre les armes.
- Kaïyosé-Jima, l'île où accostent les coquillages (貝寄風島?) : alors qu’il était enfant et que ses parents venaient de divorcer, Takashi trouve refuge au bord de la mer chez ses grands-parents. Là, il découvre la vie au grand air en compagnie de Yae-Chan, une fille plus âgée que lui, orpheline accueillie par ses aïeuls. Lors d'une virée interdite en mer, ils découvrent l'île aux coquillages…
- Les Appartements Shôkarô (松花樓, Shōkarō?) : un assistant mangaka vit dans une ancienne maison de passe transformée en appartements. De son lit, il regarde le ciel par la fenêtre qui le surplombe, il travaille sur son premier manga : Chloroforme.
- Retour à la mer (海に還る, Umi ni kaeru?) : un spécialiste des cétacés s’aperçoit que Dick, une baleine à bosse qu’il suit depuis huit ans, ne repart pas vers le sud à l’arrivée de l’hiver. Se dirigerait-elle vers le mystérieux « cimetière des baleines » ? Il entreprend de la suivre afin de découvrir le secret du fond des océans…